# ژوویزی سور ارژ
ژوویزی سور اُرژ (به فرانسوی: Juvisy-sur-Orge) یک کمون (فرانسه) در فرانسه است که در شهرستان اِسُن واقع شده‌است.
ژوویزی سور اُرژ ۲٫۲۴ کیلومتر مربع مساحت دارد ۳۶ متر بالاتر از سطح دریا واقع شده‌است.

## خواهرخوانده
شهر تاله، در آلمان، خواهرخواندهٔ ژوویزی سور اُرژ است.